# شهرک صنعتی بروجرد
شهرک صنعتی بروجرد یک منطقهٔ مسکونی در ایران است که در دهستان شیروان واقع شده‌است. شهرک صنعتی بروجرد ۱۴ نفر جمعیت دارد.

## مشکلات
شهرک صنعتی بروجرد با مشکلات عدیده‌ای مواجه است که مناسب نبودن روشنایی معابر، عدم وجود پاسگاه انتظامی و ایستگاه خدمات آتش‌نشانی، از جمله آنهاست و شرکت شهرک‌های صنعتی باید زیر ساخت‌های لازم را در این زمینه فراهم کند.

## شرکت‌ها
- خرداد ۱۳۹۹ نیروگاه تولید برق الماس نیرو در شهرک صنعتی بروجرد با اعتباری بیش از ۴۶۱ میلیارد ریال به بهره‌برداری رسید.[۵][۶]
- شرکت زاگرس پوش که دارای ۱۷ واحد عرضه مستقیم فروش تولیدات البسه، از جمله در استان‌های تهران، لرستان، ایلام، خوزستان و همدان است.[۷]